# Miro Slušný
Miroslav Slušný (* 31. Mai 1964 in Ružomberok) ist ein ehemaliger slowakischer Skispringer.

## Werdegang
Slušný sprang am 26. Februar 1981 in Chamonix erstmals im Skisprung-Weltcup und erreichte auf der Normalschanze mit dem 14. Platz auch bereits seine ersten beiden Weltcup-Punkte.
Bei der Nordischen Skiweltmeisterschaft 1982 in Oslo sprang Slušný auf der Normalschanze auf den 37. und auf der Großschanze auf den 40. Platz. Im ersten Weltcup nach der Weltmeisterschaft am Holmenkollen erreichte er mit dem 9. Platz das beste Einzelresultat seiner Karriere. Er beendete die Saison 1982/83 am Ende auf dem 47. Platz in der Gesamtwertung. In der folgenden Saison trat Slušný ausschließlich bei der Vierschanzentournee 1983/84 an, blieb jedoch erfolg- und punktlos. Am 12. Januar 1986 bestritt er sein letztes Springen für die Tschechoslowakei in seiner Wahlheimat Liberec und konnte dabei mit Platz 13 noch einmal drei Weltcup-Punkte gewinnen.
1994 kehrte Slušný nach fast achtjähriger Pause mit 29 Jahren in den Skisprung-Weltcup zurück und startete für zwei Weltcup-Springen in Lahti noch einmal für den kurz zuvor neu gegründeten slowakischen Skisportverband. Mit Platz 32 und Platz 40 konnte er jedoch nicht mehr auf die Top-Positionen springen. Seine Karriere beendete Slušný mit dem Start bei den Olympischen Winterspielen 1994 in Lillehammer. Dort erreichte er auf der Normalschanze den 51. Platz und auf der Großschanze den 45. Platz.